# Будівля криворізької загальноосвітньої школи №21
Будівля школи, в якій навчався Герой Радянського Союзу Юрій Мойсейович Должанський, — споруда, взята на облік як пам'ятка у 1970 р. Розташована у Центрально-Міському районі Кривого Рогу, проспект Поштовий, 84, колишня СШ № 21, нині — «Міжшкільне навчально-виробниче об'єднання».

## Передісторія
У кінці серпня 1935 р. було завершено будівництво школи (№ 21) на вул. К. Маркса (Поштова), у зв'язку з чим було приурочено відкриття шкільного базару.
Должанський Юрій Мойсейович (31.05.1923 — 27.11.1943), Герой Радянського Союзу (16.10.1943 р.), навчався у 1936—1940 рр. в КЗОШ № 21, учасник Сталінградської та Курської битв, у складі 10 гвардійського стрілецького полку 6 гвардійської стрілецької дивізії форсував Дніпро в районі с. Паришев Чорнобильського району Київської області. Першим здійснив форсування Десни, натягнув канат, чим забезпечив переправу. На його честь була названа вулиця у Кривому Розі, увічнено прізвище на Стелі Героїв (№ 1681). Нагороджений орденом Леніна, Вітчизняної війни 2 ступеню, Червоної Зірки.

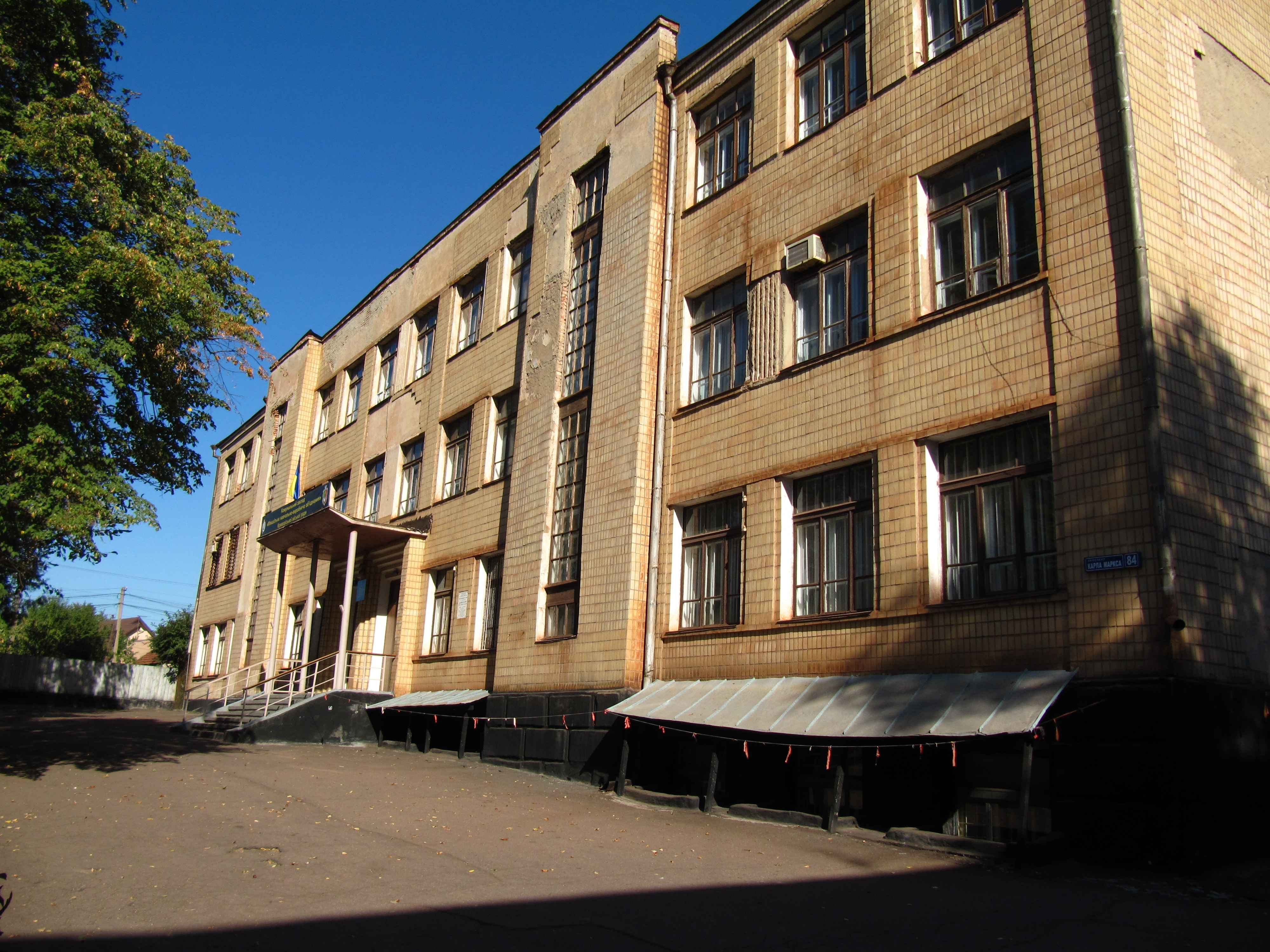

В роки Другої світової війни під час визволення міста школа була зруйнована.
Після війни на місці зруйнованої школи була побудована нова споруда.
Відповідно до рішення Дніпропетровського облвиконкому від 08.08.1970 р. № 618 будівлю школи було взято на облік (№ 1694).
В 1977 р. навчальний заклад КЗШ № 21 отримав нову будівлю по вул. Спаській у Саксаганському районі.
Наприкінці 1970-х рр. у приміщенні будівлі почав діяти «Навчально-виробничий комбінат». На початку ХХ ст. організація змінила назву — КЗ «Міжшкільне навчально-виробниче об'єднання».

## Пам'ятка
Пам'ятка розташована по проспекту Поштовому, 84. Будівля триповерхова цегляна (площа 2400 кв. м). Меморіальна дошка мармурова (розмір 0,7×0,5 м. На дошці міститься 15-рядковий напис українською мовою утопленим шрифтом великими та маленькими літерами: «В цій школі / навчався / з 1936 по1940 рік / Герой Радянського Союзу / Ст. Лейтенант / ДОЛЖАНСЬКИЙ / Юрій Мойсейович, / який загинув / в боях / з Радянську / Батьківщину / в роки / Великої / Вітчизняної / війни.». Техніка виконання напису — контррельєф золотом.